# Koreguajes
Els koreguajes, korébajü o koré pâín denominació: korebaju, que significa "fills de la terra" són un poble indígena del departament de Caquetá, a Colòmbia. Anteriorment se'ls coneixia com Guajes, Payagaxes, Guaques i Piojés.

## Ubicació geogràfica
Estan situats des de la capçalera municipal de Puerto Milán (Caquetá) fins a la inspecció de Peñas Blancas, municipi de Solano (Caquetá). Estan als afluents del riu Orteguaza, Peneya, Mekaya, Erichá i Consaya.

## Idioma
El seu idioma fa part de la branca occidental de la família tucana. Els seus llinatges són patrilineals i exògams. Actualment es conserven set llinatges. Així mateix, la llengua Korebaju (ko'reuaju) és parlada en 27 assentaments que es troben al llarg dels rius Orteguaza, Peneya, Mekaya, Erichá i Consaya (konsaya).

## Economia
La seva economia depèn de la agricultura, la pesca i la artesania. Conreen iuca, mafafas, nyams, blat de moro, coca, plàtans i diversos fruiters. Pesquen amb arc saogububü, fletxes o arpons saoyo. Les dones fabriquen artefactes de fang, com les olles totoro per a cuinar i per a torrar la coca, els suports toasa, i la paella o "budare" sohkowa per a preparar el casabe de iuca; també teixeixen motxilles misirü amb fibra de cumare, amb la qual els homes fabriquen les hamacas hâurü. Elaboren canoes yowü i rems yowati per navegar pels rius.

## Cultura
El vestit tradicional per a homes i dones és una túnica de cotó o "cusma" hu'irepa kâa, que cau de les espatlles als genolls. Acostumaven usar diàriament nombrosos collarets, aretes, narigueras i bandes, encara que actualment no els porten en la vida quotidiana, amb excepció del yai (xaman).